# 七試艦上攻撃機
七試艦上攻撃機（ななしかんじょうこうげきき）は、大日本帝国海軍が計画した艦上攻撃機。三菱航空機・中島飛行機・愛知時計電機航空機部（のちの愛知航空機）が試作を行ったが、いずれも不採用となった。

## 概要
1932年（昭和7年）4月、海軍は評価の芳しくない八九式艦上攻撃機を代替する新型三座艦攻の試作を三菱と中島に指示した。これに自発的に開発を行った愛知機を加えた3種類の機体が試作されたが、いずれも大馬力のエンジンの選定に苦戦した結果、性能が不足して不採用となり、最終的には並行して横須賀海軍工廠（横廠）が開発していた一三式艦上攻撃機改造型が九二式艦上攻撃機として制式採用された。

### 三菱機
三菱は社内符号「3MT10」「カ-5」を松原元技師を設計主務者として開発し、1932年10月に1機が完成、海軍に納入した。しかし、海軍が要求する性能を発揮することができないうちに、1934年（昭和9年）2月の試験飛行中にエンジン故障のため離陸直後に転覆大破する事故を起こし、不採用となった。なお、海軍からは「B3M1」の略符号が与えられていた。
機体は八九式艦攻の経験を生かした、堅実な木金混合骨組みに羽布張りの複葉機だったが、エンジンに主に大型機に用いられる大重量のロールス・ロイス バザードを選択したことが性能悪化に繋がった。また、主翼は面積57.0 m2のものと48.8 m2のものの二種類が製作されていた。

### 中島機
中島は吉田孝雄技師を設計主務者として開発を行い、2機が製造されて1933年（昭和8年）から海軍による審査を開始した。しかし、審査の結果性能が要求されたものに達さず、不採用となった。機体は胴体は鋼管製、主翼は木製の骨組みに羽布張りの複葉機で、エンジンは三菱機とは対照的に軽量の自社製「寿三型」を選択していた。

### 愛知機
愛知は社内名称「AB-8」の開発を五明得一郎技師を設計主務者として開始し、1932年9月に設計を完了、1933年初頭に試作機1機を製造した。しかし、要求された性能に達することができずに不採用となり、その後試作機は愛知の自社実験機として使用された。
機体は木金混合骨組みに羽布張りの複葉機。エンジンは国産エンジンに適した物が存在しなかったため、フランス製のロレーヌ クールリスを使用した。

## 諸元
三菱機
- 全長：10.08 m
- 全幅：14.723 m
- 全高：3.885 m
- 主翼面積：57.0 m2
- 自重：2,600 kg
- 全備重量：4,400 kg
- エンジン：ロールス・ロイス バザードII-MS 水冷V型12気筒（最大955 hp） × 1
- 最大速度：213 km/h
- 航続時間：12時間
- 武装：
7.7mm固定機銃 × 1
7.7mm旋回機銃 × 2
九一式魚雷 もしくは 800kg爆弾 × 1
- 乗員：3名

中島機
- 全長：9.50 m
- 全幅：13.50 m
- 全高：3.80 m
- 主翼面積：50.0 m2
- 自重：2,000 kg
- 全備重量：3,500 kg
- エンジン：中島 寿三型旧 空冷星型9気筒（離昇770 hp） × 1
- 最大速度：222 km/h
- 実用上昇限度：5,500 m
- 航続時間：6時間
- 武装：
7.7mm旋回機銃 × 1
800kg魚雷 もしくは 800kg爆弾 もしくは500kg爆弾 × 1 または 250kg爆弾 × 2
- 乗員：3名

愛知機
- 全長：9.55 m
- 全幅：14.00 m
- 全高：3.67 m
- 主翼面積：48.3 m2
- 自重：1,770 kg
- 全備重量：3,200 kg
- エンジン：ロレーヌ クールリス 水冷W型12気筒（公称600 hp） × 1
- 最大速度：237 km/h
- 武装：
7.7mm固定機銃 × 1
7.7mm旋回機銃 × 1
魚雷または爆弾800 kg
- 乗員：3名